# Occidenchthonius tamaran
Espèce
Synonymes
- Chthonius tamaran Mahnert, 2011

Occidenchthonius tamaran est une espèce de pseudoscorpions de la famille des Chthoniidae.

## Distribution
Cette espèce est endémique de la Grande Canarie aux îles Canaries en Espagne,. Elle se rencontre dans les grottes Cueva de los Arrepentidos et Cueva de La Luna à Santa Lucía de Tirajana et dans le Barranco del Draguillo à Telde.

## Description
Occidenchthonius tamaran mesure de 1,3 à 1,7 mm.

## Étymologie
Son nom d'espèce lui a été donné en référence au lieu de sa découverte, Tamarán le nom Guanches de la Grande Canarie.

## Publication originale
- Mahnert, 2011 : A nature's treasury: pseudoscorpion diversity of the Canary Islands, with the description of nine new species (Pseudoscorpiones, Chthoniidae, Cheiridiidae) and new records. Revista Iberica de Aracnologia, vol. 19, no 1, p. 27-45 (texte intégral).